# يو إف سي 145
يو إف سي 145: جونز ضد إيفانز (بالإنجليزية: UFC 145: Jones vs. Evans)‏ هو حدث لفنون القتال المختلطة نظمته يو إف سي، أُقيم في 21 أبريل 2012، على ستيت فارم أرينا في أتلانتا، جورجيا، الولايات المتحدة.